# Antiszensz gátlás
A fogalom génterápiás technológiák specifikus módszereinek egyikét takarja, melyet mind preklinikai, mind klinikai terápiák alkalmával is alkalmaznak. Szorosan kötődik olyan innovatív genetikai újításokhoz, mint az antiszensz oligonukleotid szintézis, vagy az siRNS géntechnológiás alkalmazásai.

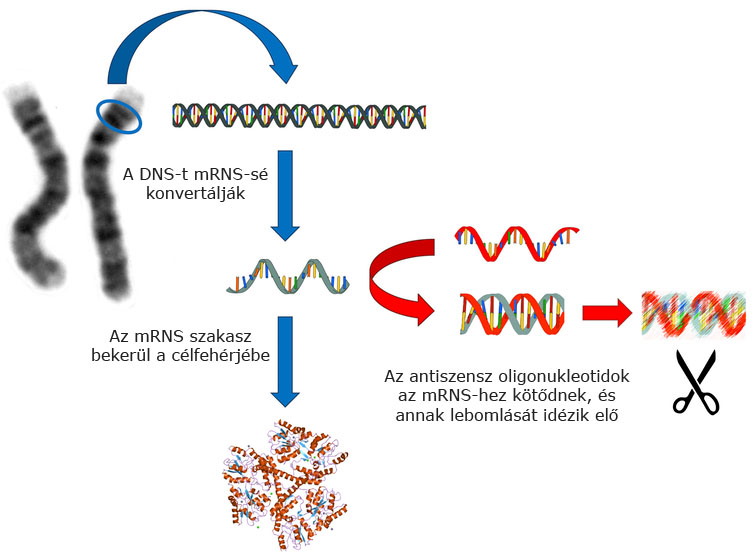
Az antiszensz gátlás folyamata vázlatosan (Forrás: theconversation.com, 2017. december)

## Antiszensz oligonukleotidok (AS-ODN)
Rendszerint 18-25 bp hosszúságú génszakaszok, amelyek olyan szekvenciákból állnak, amik a cél RNS-el komplementerek. Közvetlenül bejuttathatók a szövetek közé, ahol a target RNS-hez kötnek és az az által expresszált fehérjének a szintézisét gátolják. A specifitása azon a feltételezésen alapul, hogy a szervezetben egy minimális 13 – 17 nukleotid hosszúságú szakasznál hosszabb RNS szekvenciák csak egyszer fordulhatnak elő a genomban.

## Az antiszensz gátlás mechanizmusa
A génexpresszió (génkifejeződés) megváltoztatható egyes oligonukleotidok által, poszttranszkripcionális gátlás révén, génszakaszok kivágásával. Az ilyen gálásnak számos elvi lehetősége van:
- a riboszóma kötődésének a megakadályozása az mRNS-hez
- az mRNS hidrogén-hídjainak bontása erre szolgáló RNázok indukciójával
- a riboszoma komplex összeszerelődésének akadályozása

Mindezeknek az elérésével a célfehérjének az expressziója gátolható. Azon oligonukleotidok, melyek kémiailag tiol– és foszfor–csoportokkal modifikáltak, speciálisan alkalmasak RNáz enzimek indukálására, amelyek a target mRNS molekulák bontását végzik. Miközben az RNS felbomlik a DNS oligonukleotid újraképződik és ún. AS-ODN-eket hoz létre folyamatosan. Az antiszensz gátlást célzó tanulmányok mindegyike arra irányul, hogy egyes betegségek kialakulásában szerepet játszó, a metabolizmus során keletkező fehérjék létrejöttét meggátolja – transzlációs gátlás útján. A módszer legszemléletesebb példáját az emlőrák esetében tanulmányozták, amelynél a β–globin korrekcióját végezték el a BCL-X gén esetében. Egy másik szimptoma esetében, a β–thalassaemia (vérszegényéség egy örökletes fajtája) kifejlődésénél az adott globin pre–mRNS modifikációjánál abnormális splicing jön létre, amely okozza a protein termelődés hiányát.
Bár – elméletileg – a cél RNS bármely régiója irányában alkalmazható antiszensz gátlás. Mint azt feltételezték, később kiderült, a legsarkalatosabb pontja a mechanizmusnak a megfelelő oligonukleotid szekvenciák kiválasztása. Az RNS kétdimenziós struktúrájának számítógépes analízise nagyban előmozdította a módszer hatékonyságának növelését, amely az adott RNS célszekvenciáinak specifitását volt hivatott kimutatni. Emellett nagy szerepet kapott az ún. RNáz H–szkenning, vagy a riboszomák feltételezett kötődési helyének (AUG kodon) keresése – a legalkalmasabb hibridizációs jelek megismeréséhez.

## Antiszensz terápia
Első jelentős alkalmazása 1992-ben történt leukémia kezelésében, majd 1998-ban már gyógyszerkészítményként használták ideghártya-gyulladás terápiájában (Fomivirsen). Ma már az esetek döntő többségénél az antiszensz génterápiának az első számú célpontja a daganatos betegségek, megelőzve más immunhiányos jellegű kórokat és az AIDS-et. Ilyenformán például rákos elváltozások esetén az antiszensz gátlás módszerével operáló géntechnológia több molekuláris biológiai jelenséget is bevon a terápiás eljárásba, így az apoptózis fiziológiáját, az angiogenezist és a metasztázis jelenségkörét.
A génterápia korlátai például rák kezelésében, hogy még abban az esetben is, ha az adott szekvenciában létrejön a gátlás, más szekvenciákon a génműködés kompenzálódhat. Mindez azért is alapvető, mert az onkogén hatáson kívül történő helyezéséhez a funkció 100%-os lefedettsége szükséges. Figyelemreméltó, hogy a plazmidok és virális vektorok által közvetített antiszensz RNS-ek endogén expressziójának módszerét az elmúlt évtizedben fejlesztették ki (VRX 496, 2003). Bizonyos daganattípusoknál (NSCLC /non small cell lung cancer/)  sejtterápiás célzattal annak sejtvonalaiból génsebészeti eljárással antiszensz növekedési faktorokat (TGF, transforming growth factor) expresszáltattak és azt tüdőrákos betegeknél alkalmazták.

## Ribozimek
E kompartmenteket még a korai 80-as években fedezték fel, mikor kiderült, hogy némely természetesen előforduló RNS molekulának enzimatikus aktivitása is van. A ribozimek specifikus RNS szekvenciákat ismernek fel és ahhoz foszodiészter kötéssel kapcsolódnak. Több természetesen előforduló ribozim található növényi és állati sejtekben, vírusokban. A szintetikus ribozimek használatának elsődleges célja a cél RNS által kódolt fehérjék mennyiségének csökkentése. A ribozim szubsztrát felismerési folyamata hasonló módon megy végbe, mint az antiszensz párképzés, vagyis komplementer párosodással. A célprotein csökkenésének a folyamata tehát részben lehet az antiszensz gátlás a transzlációban, vagy a célsejt enzimeinek felhalmozódása a kétszálú RNS (dsRNS) molekulánál. Éppen ez a tulajdonsága jelenti előnyét a hagyományos antiszensz rendszerrel szemben, amely egyszálú RNS esetén nagy hatásfokú.

## Kalapácsfejű és hajtű ribozim
A két legfontosabb ribozim, amelyet terápiás célra használnak, a kalapácsfejű– és a hajtű rinozim. A leginkább ismert és egyben a legkisebb – a kalapácsfejű ribozim – összesen 30 – 40 nukleotid hosszúságú, eredetileg olyan növényi viroidok közönséges szekvenciájaként tűntek fel, amelyek replikáció során helyspecifikus, ön-katalitikus hasításon mennek át. Minden ilyen típusú ribozim általános architektúrája a három hélixstruktúrát összekötő invariáns egyszálú régió által képzett katalitikus mag. A hélix 1-es és 3-as maga foglalja magában az antiszensz régiót. A természetesen előforduló kalapácsfejű ribozimek jellegzetes tripletje a GUC, de mutagenezissel kapcsolatos vizsgálatok kimutatták, hogy a következő kombinációban is megjelenhetnek: H – A – U, amelynél H adenin, uracil vagy citozin, és N szabadon választott nukleotid.
A kalapácsfejű ribozimek egyik specifikus jellegzetessége a 3’ végek foszfodiészter kötéseinek hasítása. A procedúra kétértékű ionok – pl. Mg2+ – jelenlétét igényli, amelyek mindenekelőtt a katalitikus mag megfelelő térszerkezeti hajtogatottságát segíti elő. A natív kalapácsfejű ribozimek cisz konstrukciójú molekulahasítást indukálnak, amely azt jelenti, hogy a célszekvencia ugyanazon RNS molekulán belül található. Ez génsebészeti technikákkal olyan módon alakítható át, hogy különböző RNS szálakon végezzen hasítást. Ugyanis mint az ismeretes, az RNS is másodlagos térbeli szerkezetet vehet fel, amely a ribozim katalitikus részeit olyan struktúrába kell szervezze, hogy az elérhetővé tegye a célszekvenciát.
Egy másik említett ribozim – a hajtű ribozim – szintén megtalálható növényi viroidokban, a replikációs folyamatokban. Ezek 4 hélix szerkezetet és két nem párosodott hurkot foglalnak magukban. A hélixek nem egyformák, hosszuk és funkcionális jellegük is változhat. A katalitikus hurkon kívüli régiók szekvenciái nem, de előbbi erősen konzervatív, így biztosítva a megfelelő aktív régió hatásfokának létrejöttét. A hajtű ribozimek – hasonlóan a kalapácsfejű ribozimekhez – Mg2+  ionokat használnak fel a megfelelő másodlagos struktúra eléréséhez, ugyanakkor nem játszanak közvetlen szerepet a katalitikus folyamatban.
A terápia szempontjából felmerült a kérdés, miként juttassák el a molekuláris kompartmentet a célszövetbe. Két módszer áll rendelkezésre: az egyik az exogén út, preszintetizált ribozim útján, a második az endogén. Az exogén útvonal viszonylag könnyű és gyors, viszont két hátránya van: a ribozim celluláris felvétele a sejtbe gyakran bonyolult, és ha végbe is megy, az igen gyorsan lebomolhat. Ezt elkerülendő leggyakrabban pozitív töltésű liposzomákba, lipid micellákba csomagolják, amelyek képesek a szérumban lévő RNázoktól védelmet nyújtani. Ezenkívül sokszor kémiailag is módosítják, mégpedig az esetek nagy százalékában metilációs technikával.

## Ribozimek terápiás célra történő felhasználása
Az orvostudomány területét tekintve négy főbb területe van a ribozimek alkalmazásának: az első mint szimpla kutatási alany, emellett mint kemoterápiás eszköz, antivírus résztvevő, valamint bizonyos genetikai betegségek leküzdéséhez alkalmazott objektum. A ribozimek igen alkalmasnak tűntek, hogy a szervezetben számos még ismeretlen funkciójú proteinek in vivo szerepét közvetlenül is felfedjék. A módszer, hasonlóan más antiszensz technológiához, több elsőrangú eljárásmódot is kínál proteinek tanulmányozásához. Először is csupán a cDNS egy kis szekvenciája is elegendő egy szintetikus ribozim tervezéséhez. Másodszor ilyen jellegű ribozimek előállítása igen gyors, emellett a hatástani értékei jóval kedvezőbbek, mint például a célfehérjék antitest neutralizációja. Továbbá megemlíthető, hogy ribozimek felhasználásával történő fehérje detektálás hagyományos fehérjekutatási módszereknél is alkalmazható. Ilyen esetek többek közt a génkiütési módszereknél alkalmazott ribozim targeting knock-out egerek tanulmányozása során.
A ribozimek specifikussága igen fontos lehet olyan terápiákban, amely betegségeknél egy adott fehérje túltermelődése vagy diszfunkciója miatt jött létre az adott betegség. Ilyen jellegű szimptoma például a retinitis pigmentosa, amely hasonló a farkasvaksághoz, kezdetben progresszív perfériális látáskiesés és sötétben tapasztalható látási nehézségek jellemzik, gyakran a Waardenburg-szindrómával együtt fordul elő. Hauswirth és Lewin kifejlesztett egy ribozim típust, amely a transzkript domináns formáját ismeri fel. Állatkísérletes kezelések során azt tapasztalták, hogy a betegség annak korai stádiumában lelassul és nem progrediál. Jelenleg a vizsgálatok a pre-klinikai stádiumban tartanak.